# مدرسه راهنمایی عفاف
مدرسه راهنمایی عفاف مربوط به دوره پهلوی اول است و در بابلسر، خیابان فلسطین، مدرسه راهنمایی عفاف واقع شده و این اثر در تاریخ ۷ اسفند ۱۳۸۶ با شمارهٔ ثبت ۲۱۵۶۸ به‌عنوان یکی از آثار ملی ایران به ثبت رسیده است.